# Iwan Wassiljewitsch Arsenjew

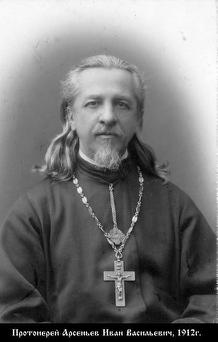
Erzpriester Iwan (Johann) Wassiljewitsch Arsenjew

Iwan Wassilijewitsch Arsenjew (auch Johann von Arseniew; russisch: Иоанн Васильевич Арсеньев; * 7. März 1862 in Moskau; † 8. September 1930 ebenda) war ein russisch-orthodoxer Mönch und Erzpriester. Er stammte aus dem baltisch-russischen Adelsgeschlecht Arsenjew (von Arseniew) und war ein theologischer Schriftsteller und Kirchenhistoriker.

## Leben
Im Jahre 1868 zog die Familie in den Moskauer Stadtteil Samoskworetschje, hier verbrachte der junge Arsenjew  seine Kindheit. 1873 zogen sie nach Sankt Petersburg, hier besuchte Iwan A. das 3. Sankt Petersburger Gymnasium. In Folge einer schweren Erkrankung hielt er sich, gemeinsam mit seiner Mutter, seit dem Frühjahr 1878 außerhalb Russlands auf. Nach ihrer Rückkehr besuchte Arsenjew ab Mai 1879 das Moskauer Theologische Seminar und schloss im Sommer seine Reifeprüfung mit Auszeichnung ab.  Von 1885 bis 1889 studierte er an der Moskauer Geistlichen Akademie. Nach seinem Studienabschluss lehrte er am Bethany-Seminar und hielt Vorlesungen über Moraltheologie an der Moskauer Schule des Sankt Katharinenordens. Er arbeitete ab 1892 als Autor und Lehrer am Moskauer Lehrerausbildungs-Instituts und an der Deutschen Schule in der St.-Petri-Kirche zu Sankt Petersburg. 1898 erlangte er den Magister Theologiae, seine Magisterarbeit trägt den Titel „Ultramontanische Bewegung im gegenwärtigen Jahrhundert bis einschließlich des Vatikanischen Konzils“ (Kharkov, 1895).  1914  promovierte er zum Doktor  für Kirchengeschichte, seine Dissertation lautete „Von Karl der Große zur Reformation“ (Moskau, 1909, 1910).
Am 15. Januar 1918 wurde er zum Klostervorsteher in der  Christ-Erlöser-Kathedrale zu Moskau ernannt und 1922 zum Erzpriester geweiht. Zwischen den Jahren 1922 bis 1930 wurde er mehrmals inhaftiert und zu Gefängnisstrafen verurteilt. Er war in ein Konzentrationslager deputiert worden und wurde im Frühjahr 1930 zu drei Jahren sibirischer Verbannung verurteilt. Er verdankte der russischen Menschenrechtlerin Jekaterina Pawlowna Peschkowa seine Begnadigung, so dass er seine wissenschaftlichen Arbeiten fortsetzen konnte. Am 8. September 1930 verstarb er möglicherweise an den Folgen der Inhaftierungen und wurde auf dem Danilow-Friedhof   bei Moskau begraben.

## Werke (Auszug)
- "Das Wort am Tag der heiligen Krönung ihrer imperialen Majestäten, dass die Erhaltung der Orthodoxie die wichtigste und wesentliche Voraussetzung für das Wohlergehen Russlands ist" (M., 1889);
- „Sadduzäer.  Der Ursprung dieser judäischen Partei und ihre religiösen und politischen Ansichten. “ (M., 1911) djvu

## Herkunft und Familie

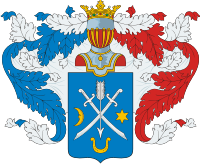
Wappen des Adelsgeschlechts Arsenjew (von Arseniew) in Kurland

Iwan v. A. stammte aus der baltisch-russischen Adelsfamilie derer von Arseniew. Sein Vater war der Wirkliche Geheime Rat Wassili Sergejewitsch Arsenjew (1829 – 1915), der seit 1852 mit Natalja Jurjewna Dolgorukowa  (1830 – 1902) aus dem Hause des Fürsten Juri Dolgurokow verheiratet war. Prinzessin Natalia war eine religiös stark beeinflusste Frau, sie korrespondierte mit der  Äbtissin des Strastnoij Klosters in Moskau und verehrte den Metropoliten Philaret Drosdow. Sein Neffe war der russisch-orthodoxe Theologe Nikolaus von Arseniew (1888 – 1977).